# 浅野孝已
浅野 孝已（あさの たかみ、孝巳、孝己とも表記、1951年6月1日 - 2020年5月12日）は、日本の音楽家。ロックバンド『ゴダイゴ』のギタリスト。
ゴダイゴでギター、ボーカル、アルバムジャケットなどのビジュアル面を担当。ベンチャーズに影響を受ける。弟の浅野良治も一時期ゴダイゴのドラマーだった。
東京を拠点に自らのソロ活動でのライブやセッションに加え、福岡で自ら発掘した若手ユニットGum2を率いて音楽活動を行っていた。RKB毎日放送で放送される深夜の5分間情報番組「キャッチ」に出演していた。またその活動では楽器フェアでの講演やデモ演奏なども行っていた。

## 来歴
- 1951年 - 東京都豊島区池袋に生まれる。
- 1965年 - バンド『ジュニア・テンプターズ』を結成。
- 1967年 - バンド『ジュニア・モップス』を結成。
- 1968年 - バンド『The M』（エム、『イエロー』の前身）に参加。
- バンド『Emotion』（エモーション）に参加。
- 1973年 - アイドルバンド『チャコとヘルスエンジェル』に参加。
- 1975年 - ミッキー吉野グループ（のちのゴダイゴ）に参加。
- 1985年 - ゴダイゴ活動停止。
- 1986年 - 東京コミュニケーションアート専門学校の副校長に就任。
- アーティストのプロデュースなど。
- タイトー社にてギターロボット「弦遊」開発に参加。
- タイトー社にてゲーム音楽の作曲開始（『チェイスHQ』『スーパーマン』『エンフォース』『S.C.I.』『バリバリ伝説』）。
- 1998年 - スティーブ・フォックス、Kenneth Makuakane とバンド『トロピカル・ポップ・オーケストラ』（Tropical Pop Orchestra、TPO）を結成。
- 2006年 - ゴダイゴ再始動。
- 2020年5月12日 - 自宅で心肺停止の状態に陥り、病院に救急搬送されたが、同日の午後0時3分に死亡が確認された。68歳没。死因は虚血性心不全[2]。

## 作品

### プロデュース
- 岡本真夜「TOMORROW」

### ゲーム音楽
- チェイスHQ（タイトー）
- スーパーマン（タイトー）
- エンフォース（タイトー）
- S.C.I.（タイトー）
- バリバリ伝説（タイトー）
- 女神異聞録デビルサバイバー（アトラス）ニンテンドーDS

## 出演

### TV
- 「キャッチ」（RKB毎日放送）

### ラジオ
- 「大竹まこと ゴールデンラジオ!」（文化放送,2017/11）
- 「（有）澤山Q便」（エフエム西東京,2018/7）

## エピソード
- 小学校5年生からギターを始めた。
- 私立聖学院高校に入学後、聖橋高校に通う萩原健一と知り合う。萩原健一が所属する「ザ・テンプターズ」のライブを見に行ったことがきっかけで、ザ・テンプターズで使わなくなった楽器をもらって大口広司らとともに「ジュニア・テンプターズ」が結成された。ザ・テンプターズがレギュラー出演していたディスコ等に出演するようになり、浅野は中学2年生にしてセミプロのギタリストとして活動を始めることとなった。
- 1967年、大口広司がザ・テンプターズに加入したためにジュニア・テンプターズは解散。学校の先輩に「モップス」の星勝がいた関係で「ジュニア・モップス」を結成。浅野は高校を退めて毎夜ディスコに出演するようになり、16歳でプロのギタリストとなった。
- ミッキー吉野は「ザ・ゴールデン・カップス」時代から「エム」に在籍していた浅野に一目置いており、米国留学から帰国してすぐに浅野をバンドに誘った。浅野はチャコとヘルス・エンジェルに在籍中で、契約期間が2年であったため契約が切れるまで待って欲しいと答え、契約満了後にミッキー吉野グループに合流することとなった。
- 浅野合流前からミッキー吉野グループはタケカワユキヒデのソロコンサートのバックバンドを務めていた。当初は浅野とは別のギタリストを擁していたが、渋谷公会堂で開催されたツアーの最終日に突如浅野が参加することとなった。浅野はたった1日で20曲を超える演目をすべて習得した。
- ギターシンセサイザーを日本で最初にレコーディングに使用した。グレコなどとのギターなどの開発に参加。ゴダイゴ時代は開発に深く関わったGO-IIIという機種（本人所有のものは市販と仕様が異なるPrototype品）を好んで使っていた。唐草インレイが指板に入っており非常に美しい。ガンダーラなどでは12弦のWネックを使うこともあった。市販されていたGO-IIIは最上位モデルで15万円ほどだったが、大ヒットモデルとなった。現在では製造されていない。自身が持っているGO-IIIの状態がよくないため、程度の良いGO-IIIを探していることを自身のホームページで語っていた。また、Paul Reed Smithの305を所有していた。